# Кубок України з футболу серед аматорів 2005

## Перелік матчів

### Перший раунд (1/16)
| «Тепловик» (Івано-Франківськ) | 1:4 | «Авангард» (Свалява) | 0:0 та 1:4 |
| «Хіммаш» (Коростень)          | 1:0 | «Європа» (Прилуки)   | 1:0 та 0:0 |
| «Нафтовик-2» (Охтирка)        | 3:5 | «Полісся» (Добрянка) | 3:2 та 0:3 |

### Другий раунд (1/8)
| «Авангард» (Свалява)            | 1:2  | «Галичина» (Дрогобич)       | 0:1 та 1:1 |
| ФК «Хмельницький»               | 3:15 | ФК «Лужани»                 | 2:6 та 1:9 |
| ФК «Коростень»                  | -:+  | ОДЕК (Оржів)                | -:+ та -:+ |
| «Хіммаш» (Коростень)            | 2:1  | ФК «Путрівка»               | 1:0 та 1:1 |
| «Полісся» (Добрянка)            | 3:4  | «Альянс» (Київ)             | 2:1 та 1:3 |
| «Златокрай» (Золотоніський р-н) | 2:3  | «Іван» (Одеса)              | 2:3 та -:+ |
| «ЗАлК» (Запоріжжя)              | 4:5  | «Південьсталь» (Єнакієве)   | 4:1 та 0:4 |
| «Тавріка» (Сімферополь)         | 2:4  | «Колос» (Нікопольський р-н) | 0:2 та 2:2 |

### Чвертьфінали (1/4)
| «Галичина» (Дрогобич)     | 1:4 | ФК «Лужани»                 | 1:1 та 0:3 |
| ОДЕК (Оржів)              | 2:6 | «Хіммаш» (Коростень)        | 1:3 та 1:3 |
| «Альянс» (Київ)           | 0:6 | «Іван» (Одеса)              | 0:2 та 0:4 |
| «Південьсталь» (Єнакієве) | 2:2 | «Колос» (Нікопольський р-н) | 0:0 та 2:2 |

### Півфінали (1/2)
| ФК «Лужани»    | 2:4 | «Хіммаш» (Коростень)      | 1:0 та 1:4 |
| «Іван» (Одеса) | 0:2 | «Південьсталь» (Єнакієве) | 0:2 та -:+ |

### Фінал
| «Хіммаш» (Коростень) | 2:5 | «Південьсталь» (Єнакієве) | 1:4 та 1:1 |